# Kei Toume
Kei Toume (冬目 景, Tōme Kei, Kanagawa, 13 april 1970) is een Japans mangaka.
Kei Toume studeerde aan de Tama Kunstuniversiteit te Tokio. Haar eerste manga, Rokujo gekijo, werd uitgegeven in het Comic Burger magazine in 1992. Ze won er in 1993 de Shiki Prijs in een Kodansha wedstrijd mee. Een jaar later won haar volgende manga, Mannequin, ook een prijs.
In 1996 begon Toume aan de reeks Lament of the Lamb in Comic Burger in 1996. Nadat dit magazine stopgezet werd, liep de manga verder in Comic Birz. De reeks liep zes jaar lang en werd verwerkt tot een hoorspel, een anime en een live-action film.
Toume tekende vanaf 1999 de manga Sing Yesterday For Me. Deze was geïnspireerd door een lied van de Japanse rockgroep RC Succession.
Toume is actief bij verscheidene fanzines en gespecialiseerde magazines en werkt ook aan computerspellen en film. Een deel van haar werk werd vertaald naar het Engels en het Frans.

## Oeuvre
- Acony[1][2]
- Fuguruma-kan Raiho Ki
- Gen'ei Hakurankai
- Hour of the Mice
- Kurogane
- Lament of the Lamb
- Luno
- Momonchi
- Our Rhythm Change
- Sing Yesterday For Me
- Zero